# باچوتسی، والیوو
باچوتسی (به صربی: Bačevci) یک روستا در صربستان است که در ناحیه کولوبارا واقع شده‌است.
 باچوتسی  ۵۰۵ نفر جمعیت دارد.